# Rio Potiribu
Rio Potiribu är ett vattendrag i Brasilien.   Det ligger i delstaten Rio Grande do Sul, i den södra delen av landet, 1 500 km söder om huvudstaden Brasília.
Omgivningarna runt Rio Potiribu är en mosaik av jordbruksmark och naturlig växtlighet. Runt Rio Potiribu är det tätbefolkat, med 591 invånare per kvadratkilometer.